# Žatec (hrad)
Žatec je hrad přestavěný na pivovar ve stejnojmenném městě v okrese Louny. Stojí na severní straně žateckého Žižkova náměstí v nadmořské výšce 235 metrů.

## Historie
Předchůdcem hradu bylo raně středověké žatecké hradiště poprvé písemně zmiňované roku 1004. Vlastní hrad byl na konci ostrožny založen nejspíše ve 12. století, ale první písemná zmínka o něm je až z roku 1404. Pravděpodobně byl přestavěn v době vlády Přemysla Otakara II. Na hrad se v roce 1421 stáhly husitské posádky z Chomutova a Kadaně, které ustupovaly před oddíly druhé křížové výpravy. Hejtman Ojíř z Očedělic se tu s několika vojáky bránil ve věži, kterou křižáci zcela zničili.
Od 17. století chátral a roku 1802 byl přestavěn na pivovar.

## Stavební podoba
Hrad měl trojúhelníkový nebo polookrouhlý půdorys. Středověkou podobu známe díky vedutě města od Jana Willenberga, která zachycuje tři věže předstupující před hradbu. Jedna z nich je okrouhlá a flankovací a druhá je hranolová. Podle oken byla zřejmě obytná. Ve sklepeních se zachovaly zbytky románského zdiva a dosud stojí jedna čtverhranná věž, kterou pivovar využíval jako vodárnu.